# 1835.
◄ | 18. stoljeće | 19. stoljeće | 20. stoljeće | ►
◄ | 1800-ih | 1810-ih | 1820-ih | 1830-ih | 1840-ih | 1850-ih | 1860-ih | ►
◄◄ | ◄ | 1832. | 1833. | 1834. | 1835. | 1836. | 1837. | 1838. | ► | ►►
Arhitektura • Astronomija • Biologija • Glazba • Kazalište • Kemija • Kiparstvo • Knjige • Književnost • Kršćanstvo • Meteorologija • Medicina • Politika • Pravo • Promet • Slikarstvo • Šport • Znanost • Željeznički promet

## Događaji
- 14. ožujka – objavljena Mihanovićeva Horvatska domovina
- 25. srpnja – Danica (časopis) uvodi štokavštinu kao književni jezik te sukladno novom pravopisu mijenjaju naslov u Danica horvatska, slavonska i dalmatinska
- Objavljeni su prvi brojevi Novina horvatskih i Danice horvatske, slavonske i dalmatinske

## Rođenja
- 24. veljače – Šimun Milinović, hrvatski svećenik, barski nadbiskup († 1910.)
- 1. ožujka – Matthias Joseph Scheeben, njemački teolog († 1888.)
- 9. travnja – Leopold II. Belgijski, belgijski kralj († 1909.)
- 19. srpnja – Magdalena Gornik, slovenska mističarka († 1896.)
- 27. srpnja – Giosuè Carducci, talijanski književnik († 1907.)
- 30. studenog – Mark Twain, američki književnik († 1910.)
- 9. listopada – Camille Saint-Saëns, francuski skladatelj († 1921.)

## Smrti
- 8. travnja – Wilhelm von Humboldt, njemački filozof (* 1767.)

## Vanjske poveznice
|  | Zajednički poslužitelj ima još gradiva o temi 1835. |